# Premios Nacionales de Cuba
Carácter jurídico de las recompensas.
Desde tiempos remotos los Estados se han preocupado por emplear determinadas técnicas para recompensar a sus ciudadanos por acciones o conductas que mereciesen una acción de honra y distinción de acuerdo con los intereses coyunturales del poder.
Comenzando con los antiquísimos collares egipcios, hechos en oro, con imágenes de leones y abejas pendientes, entregados a líderes militares frente a todo el ejército e incluso, a la reina Ahhotep (circa 1570-1540 a. C.) por su apoyo a los egipcios durante la invasión de los hicsos hasta las disímiles piezas que adoptó Roma, al incorporar las culturas de las naciones y pueblos que sometía a su dominio, las piezas honoríficas han ocupado un lugar primordial no solo en la vida del Estado en tanto instrumentos del poder político, sino que constituyen excelentes fuentes para el estudio de parámetros morales, corrientes estéticas y filosóficas. En la medida en que el Derecho se va ocupando de regular cuestiones relativas a las condecoraciones, ocurre un proceso paulatino de subjetivación, es decir, del mismo modo en que la responsabilidad civil transita en su desarrollo de la persona a su patrimonio, la condecoración experimenta un tránsito de la pieza a la norma jurídica, de tal suerte que la pieza, que otrora resumía toda la recompensa, pasa a representarla, ya que la condecoración queda subjetivada en la norma jurídica. Dicho de otra manera: las condecoraciones modernas son esencialmente normas jurídicas.
Con mayor fuerza durante los últimos treinta años, la sociedad cubana se ha saturado de premios, y dentro de estos, cobran particular importancia los denominados “premios nacionales”. Todos estos premios se insertan en la función promocional del Derecho, que cobra en nuestros días una excepcional importancia no solo como construcción doctrinal, sino como pautas de organización y acción efectivas en los Estados contemporáneos.
El Prof. Dr. Juan Pérez Lledó, de la Universidad de Alicante, puntualiza como objeto del Derecho Premial fines generales y conductas particulares;[1] los primeros son bienes jurídicos deseables por el Derecho, mientras que las segundas constituyen cursos de acción valorados positivamente. Pérez Lledó define y comenta sobre cuatro técnicas promocionales: premio puro, premio-incentivo o promesa de premio, incentivo puro, y la facilitación. Para este doctrino, la función promocional del Derecho se traduce fundamentalmente a estas técnicas promocionales, que merecen un estudio detenido, para luego lucubrar en cuál de ellas se ubican los llamados «premios nacionales», a cuyo efecto esta nota retomará las dos primeras.

El premio puro o condecoración.

El Diccionario Aristos de la Lengua Española define premio, en su primera acepción como: “remuneración, galardón o recompensa de méritos o servicios”; es decir, que el premio puro tiene un carácter esencialmente retributivo, y en este renglón se adecuan perfectamente las condecoraciones en todas sus especialidades: medallas, títulos honoríficos, ingreso a órdenes, etc. Como bien dice Pérez Lledó, los premios puros no motivan ni estimulan la conducta deseada, porque esta ya ocurrió, y se quiere recompensar al individuo por esa conducta supererogatoria, que a su vez, debe ser expresión de los valores morales que el Derecho (léase expresión de la voluntad estatal) desea recompensar, es decir, la conducta es recompensada en tanto y en cuanto constituya una legítima expresión del valor que el Estado ha determinado como deseable. Esto no significa que la concesión de una condecoración no estimule determinadas conductas en terceros, u otras futuras en el mismo individuo condecorado, pero no es ese el objetivo del legislador. El legislador no instaura el premio puro para estimular determinadas conductas en las personas, ya que “no es función del Derecho moderno fabricar héroes ni hacer de los ciudadanos seres especialmente virtuosos”, sino para recompensarlas, elogiarlas, retribuirlas. Y la manera de hacerlo es mediante un mecanismo administrativo en virtud del cual se aumenta la honra del individuo.
Honor y Honra
El honor es un valor moral, y por lo tanto, interno; nada ni nadie puede lacerarlo en tanto depende únicamente de la conciencia personal. Los lingüistas han definido el honor como aquella cualidad o valor que compele al ser humano al más estricto cumplimiento de sus deberes. La honra, en cambio, es la apreciación o la buena estima que tienen los terceros con respecto de un individuo. La lógica indica que aquella persona que cumpla estrictamente con los mandatos y deberes que impone la vida en sociedad pues tendrá honor, y en consecuencia, será una persona estimada y respetada por el resto de los miembros de la sociedad, de manera que tendrá honra; es decir, la honra es la consecuencia del honor. Si el honor es un valor, entonces no tendría sentido decir, en estricta técnica, que las condecoraciones son honores que se entregan a una persona; más bien, se acude a una fictio iuris que afecte la honra de las personas a través de un mecanismo que simule el honor. La condecoración o premio puro, por lo tanto, es ese mecanismo subjetivo mediante el cual se afecta deliberadamente la honra de un individuo.
El ordenamiento jurídico cubano es víctima de la penosa confusión entre honor y honra, lo cual puede demostrarse fácilmente con uno de los títulos de la parte especial del Código Penal: los delitos contra el honor. Bajo la interpretación antes desarrollada de considerar el honor como un valor, es imposible concebir un delito que afecte un valor, como no puede afectarse la valentía, el amor al trabajo, el patriotismo, etc.; son, sin embargo, delitos que afectan la honra, a saber: calumnia, difamación, etc. De ahí que se plantea que no existe el honor como bien jurídico, sino que existe la honra, la única que puede afectarse.
La estructura lógica de los premios puros o condecoraciones es: norma constitutiva-norma derivada. Como se explica en Condecoraciones cubanas: teoría e historia, tomo I (Editorial Trafford, 2010), las normas constitutivas o primarias son reglas de derecho que establecen y regulan el funcionamiento de las instituciones honoríficas, derechos y deberes de los condecorados, hipótesis jurídicas, derechos accesorios, etc.; por tanto, la norma constitutiva es una regla de Derecho que puede tener rango de ley o de reglamento. La norma derivada es esencialmente un acto administrativo mediante el cual se aplica la norma creadora de la condecoración o premio puro. La norma constitutiva se compone de hipótesis jurídica y disposición. La hipótesis jurídica es el supuesto de hecho y/o de derecho, incluidos los límites que impone la legislación, léase: causales de inadmisión, vocación honorífica (destinatarios de la condecoración). La disposición en cambio, es el contenido de la condecoración, la más entrañable esencia del instituto, y define su especie o naturaleza formal: medalla, título honorífico, orden, bandera, etc. La norma derivada se integra únicamente por la sanción. 
La complejidad que han alcanzado los institutos honoríficos es tal, que perfectamente pueden distinguirse, dentro de las normas constitutivas, aquellas de primera generación de las de segunda generación. Las normas constitutivas de primera generación son aquellas que establecen exclusivamente el binomio hipótesis-disposición y las que lo modifican, mientras que las de segunda generación establecen normas orgánicas de funcionamiento y otras particularidades del instituto, como por ejemplo son los casos de la Medalla a los Veteranos de la Guerra Hispano-Americana (creada por el Decreto-Ley número 867, de 13 de febrero de 1935 y reglamentada por el Decreto presidencial número 2486, de 7 de septiembre de 1940) y la Medalla Conmemorativa XX Aniversario (creada por la Ley número 1252, de 16 de julio de 1973 y reglamentada por el Decreto presidencial número 3837, de 20 de enero de 1976, hasta la entrada en vigor del Decreto-Ley número 30 y del (segundo) Acuerdo del Consejo de Estado de 12 de diciembre de 1979, que derogaron respectivamente las anteriores normas jurídicas). Las normas constitutivas de primera generación son sustantivas: crean el derecho, dan el qué, mientras que las de segunda generación son adjetivas, dan el cómo. Las normas derivadas o adjudicativas son aquellas en virtud de las cuales una persona natural o jurídica es agraciada con una condecoración.

El premio-incentivo o promesa de premio.

La segunda de las técnicas promocionales explicadas por Pérez Lledó, el premio-incentivo o promesa de premio, es aquella que a un mismo tiempo retribuye o elogia una conducta e incentiva su realización, porque en este caso, al Derecho sí le interesa que exista una determinada conducta, y en esta ocasión prima el elemento fáctico sobre el valor ético. Acaso la nota distintiva de esta institución jurídica es su carácter “contractual”; es decir, dentro del premio-incentivo tienen cabida casi todas las instituciones que solemos denominar «premios», cuyas normas de acceso o requisitos se publican a través de convocatorias públicas, a las que se presenta un número de personas en opción a éstos, y por lo tanto, se establece una relación entre el premiador y el premiado. En este caso, y a diferencia del premio puro, no se premia la virtud erga omnes, sino muchas veces una obra o conducta concreta, y solo dentro de las personas que voluntariamente participan en el premio, de tal suerte que no se configura como una institución tan unilateral como el premio puro. Un individuo puede ser condecorado con la Medalla al Mérito Civil, por ejemplo, independientemente de su voluntad, la cual es indiferente para la Administración, y del mismo modo, la condecoración surte efectos jurídicos con independencia de la voluntad del condecorado; por el contrario, no se concibe un premio-incentivo para una persona que no desea ser premiada, ya que al incentivar una conducta específica, solo se premiarán a aquellos que voluntariamente la hayan realizado. Por ejemplo, cuando el Centro Cultural «Dulce María Loynaz» convoca al Premio de Ensayo, incentiva la conducta deseada (literatura científica) y solo puede otorgar el premio entre las personas que se presentaron al certamen con alguna obra y de conformidad con sus bases.
Si los regímenes jurídicos del premio-puro y el premio-incentivo son tan desiguales, es evidente que requieren normas distintas y en consecuencia, no es prudente concebir a todos dentro de la categoría Derecho Premial, ya que no se cumpliría el universal principio para las ramas del ordenamiento de agrupar en ellas relaciones sociales homogéneas; por lo tanto, me permito proponer que la parte del ordenamiento encargado de regular los premios-puros se denomine Derecho Honorífico, y dejar el Derecho Premial para los premios-incentivos o promesas de premios; dicho de otro modo, los premios puros son las condecoraciones en las que no existe una relación previa entre los sujetos de la relación jurídica, mientras que los premios-incentivos o promesas de premio son instituciones en las que existe una clara relación contractual (una especie de licitación) entre el premiador y los pretendientes al premio. Ahora bien, ¿dónde ubicaríamos los Premios Nacionales cubanos dentro de esta sistemática?

Los premios nacionales cubanos.
Se suele decir: “El Premio Nacional de Literatura 2013, el lauro más importante de las letras cubanas, le fue otorgado a…” Si el Premio Nacional de Literatura es el lauro más importante de las letras cubanas, lo cual a su vez impone preguntarnos quién decide (si es que está decidido) qué lauro es más importante que otro; por otra parte, como estudiante de Derecho y un apasionado de las ciencias jurídicas, en varias ocasiones cuál es el régimen jurídico de estos premios nacionales y cuál es su reflejo y articulación en el ordenamiento cubano, en el que ya existe una abundante legislación contenida por el delicado marco jurídico que ha impuesto la Ley del Sistema de Condecoraciones y Títulos Honoríficos, aprobada en 1978 por la entonces novísima Asamblea Nacional del Poder Popular.
El Premio Nacional de Literatura figura como decano de los premios nacionales. Fue creado por el entonces ministro de Cultura en 1983 y otorgado al reconocido poeta Nicolás Guillén en su primera edición; este experimento premial de la Administración inició una descontrolada carrera por parte del Ministerio de Cultura, y los premios nacionales proliferaron en sus más diversas variantes: Artes Plásticas (1994), Ciencias Sociales (1995), Enseñanza Artística (1997), Música (1997), Danza (1998), Edición (1998), Historia (1998), Investigación Cultural (1999), Crítica “Guy Pérez Cisneros” (1999), Humorismo (2000), Cultura Comunitaria (1999), Teatro (1999), Radio (2002), Restauración y Conservación de Monumentos (2002), Diseño del Libro (2003), Cine (2003), Televisión (2003), Periodismo Cultural “José A. Fernández Castro” (2004), Casas de Cultura “Olga Alonso” (2007), Patrimonio Cultural (2012).
¿Cómo el Estado ha enfrentado esta situación desde el instrumental jurídico? ¿Hasta qué punto ha sido beneficiosa la creación de esta constelación de recompensas y cuál ha sido su consecuencia en relación con el sistema de condecoraciones y títulos honoríficos vigente? Dada la descontrolada creación de premios nacionales debido a la inexistencia de ley marco o de bases, obligó al Consejo de Ministros a intervenir mediante varios Acuerdos de su Comité Ejecutivo, el más importante es el número 4818 para control administrativo, de 10 de junio de 2003, cuyo primer artículo define el Premio en los siguientes términos:

PRIMERO: A los efectos de este Acuerdo se define como Premio al estímulo que se otorga de forma regular o excepcional, por los órganos y organismos del Estado y del Gobierno, nacionales y provinciales, a personas naturales y jurídicas, individual o en colectivo, en atención a relevantes resultados y méritos, laborales, profesionales o en determinada actividad; siempre que tal estímulo tenga una expresión material en dinero u otro bien. 

La definición que de premio ha establecido el gobierno no se ajusta a su naturaleza ni a su utilidad. Los premios son recompensas, no estímulos. Ya en párrafos anteriores se analizó esta singular característica. Todos los premios recompensan acciones ya ocurridas: los premios puros no estimulan dicha acción, mientras que las promesas de premios sí la incentivan, de manera que al definir los premios como estímulos, solo se está haciendo referencia –e incorrecta– a los premios de concurso, es decir, aquellos en los que existe una relación previa entre el premiador y el premiado por medio de convocatorias o inscripciones, así como la aceptación de dichas condiciones cuando los autores envían la obra por la cual optan al premio. 
Los premios nacionales propiamente dichos, es decir, aquellos otorgados anualmente a una persona en virtud de méritos adquiridos por la obra de la vida, son verdaderas condecoraciones que han escapado al riguroso control de la Ley del Sistema de Condecoraciones y Títulos Honoríficos al demostrar una vez más la riqueza de la vida más allá de las restricciones (miopías en la mayoría de las ocasiones) del legislador al pretender agotar mediante la restricción la posibilidad creadora en el ámbito de las premiaciones. El artículo 7.º de la norma del Comité Ejecutivo del Consejo de Ministros antes mencionada establece que “se excluyen de las disposiciones de este Acuerdo, el Sistema de Condecoraciones y Títulos Honoríficos de la República de Cuba, así como el Sistema de estímulos a los Cuadros Destacados del Estado y el Gobierno”.
Según la definición del gobierno cubano, los premios se componen de dos elementos principalmente: en primer lugar son considerados –incorrectamente, a mi juicio– como estímulos, y por otra parte, tienen “una expresión material en dinero u otro bien”, lo cual tampoco satisface su naturaleza. El derecho de crédito que acompaña a una condecoración tiene carácter accesorio, ya que el derecho principal es el derecho honorífico que nace en el condecorado en virtud de un acto administrativo, o al menos así debe ser de acuerdo con el principio de legalidad que informa el actuar de las administraciones públicas, de manera que es el acto administrativo o norma derivada el título de posesión de un derecho honorífico.
La Constitución vigente confiere al Consejo de Estado la facultad de “otorgar condecoraciones y títulos honoríficos”; ahora bien, la Ley del Sistema de Condecoraciones y Títulos Honoríficos (Ley del Sistema de Condecoraciones) desarrolló ese mandato constitucional al establecer que por condecoraciones se entienden exclusivamente “órdenes” y “medallas”, al tiempo que creó una nueva institución honorífica que denominó “distinción”, definida como “insignias no concedidas por el Estado”; sin embargo, la Distinción por la Cultura Nacional, por mandato de la ley, es otorgada por el titular del Ministerio de Cultura, definido históricamente como un organismo de la administración central del Estado, por lo que se impone la pregunta: ¿qué entiende el legislador por Estado?
Al margen de las contradicciones de la Ley del Sistema de Condecoraciones, explicadas con relativa extensión en Condecoraciones cubanas: teoría e historia, tomo I, página 65, bajo el título “Comentarios a la legislación honorífica cubana”, es evidente que la ratio del legislador fue encauzar a través del proceso legislativo la creación de condecoraciones por entidades distintas del Estado y en consecuencia, con dos títulos honoríficos, veintidós órdenes, cuarenta y siete medallas, y treinta y cinco distinciones, para un total de más de un centenar de institutos honoríficos vigentes, el panorama luce bastante sobrecargado. Es en este conglomerado de condecoraciones en el que hay que sumar los premios nacionales y las condecoraciones locales (hasta ahora desconocidas por el legislador y por lo tanto, carentes de regulación). Un estudio detenido de la actual Ley del Sistema de Condecoraciones y Títulos Honoríficos indica que la intención del legislador era absorber toda posible creación de condecoraciones y concentrarla bajo el estricto control del Consejo de Estado.
El Acuerdo del Comité Ejecutivo del Consejo de Ministros número 5170, de 9 de junio de 2004, establece cuáles son los Premios que puede otorgar la Administración, enmarcados en la defectuosa definición del Acuerdo 4818/2003 del Comité Ejecutivo del Consejo de Ministros, a saber:
·       Premio “Alejo Carpentier” de Narrativa y Ensayo
·       Premio “Nicolás Guillén” de Poesía
·       Premio “Julio Cortázar” de Cuento
·       Premio Concurso Internacional de Ensayo “Pensar a Contracorriente”
·       Premio de Festival Internacional de Guitarra
·       Premio del Salón de Grabados
·       Premio del Salón de Fotografía
·       Premio de Dramaturgia “Virgilio Piñera”
·       Premio “Casa”
·       Premio “La Joven Estampa”
·       Premio de la Revista Temas
·       Premio de Musicología “Casa de las Américas”
·       Premio Latinoamericano de Composición “Casa de las Américas”
·       Premio de Fotografías
·       Premio Nacional de Literatura
·       Premio Nacional de Ciencias Sociales
·       Premio Nacional de Diseño
·       Premio Nacional de Edición
·       Premio Nacional de Artes Plásticas
·       Premio Nacional de Danza
·       Premio Nacional de Teatro
·       Premio Nacional de Humor
·       Premio Nacional de la Música
·       Premio Nacional de Investigación Cultural
·       Premio Nacional de Enseñanza Artística
·       Premio Nacional de Economía de la Cultura
·       Premio Nacional de Cultura Comunitaria
·       Premio Nacional “Olga Alonso”
·       Premio Nacional de Periodismo Cultural
·       Premio Nacional de Cine
·       Premio Nacional de Crítica de Arte “Guy Pérez Cisneros”
·       Premio Anual de Curaduría
·       Premio Nacional de Crítica Literaria
·       Premio de Crítica Científico Técnica
·       Premio “Memoria Viva”
·       Premio Anual de Investigación Cultural
·       Premio de Conservación y Restauración de Monumentos
[1] Pérez Lledó, Juan. “Sobre la función promocional del Derecho: un análisis conceptual” en Doxa: Cuadernos de filosofía del Derecho, número 23 (2000), pp. 665-688.

Los Premios Nacionales de Cuba son los siguientes:
- Premios de Crítica de Arte Guy Pérez Cisneros (1998)
- Premio Nacional de Artes Plásticas (1994)
- Premio Nacional de Ciencias Sociales (1995)
- Premio Nacional de Cine
- Premio Nacional de Cultura Comunitaria (1999)
- Premio Nacional de Danza (1998)
- Premio Nacional de Diseño Raúl Martínez
- Premio Nacional de Enseñanza Artística (1997)
- Premio Nacional de Investigación Cultural (2000)
- Premio Nacional de Literatura (1983)
- Premio Nacional de Música (1998)
- Premio Nacional de Periodismo Cultural (2000)
- Premio Nacional de Radio
- Premio Nacional de Restauración y Conservación de Monumentos
- Premio Nacional de Teatro (1999)
- Premio Nacional de Televisión
- Premio Nacional de Humorismo (2000)

Anexo No. 1: Legislación.

-       Constitución de la República de Cuba en su artículo 90, inciso k
-       Ley número 17 de la Asamblea Nacional del Poder Popular, del Sistema de Condecoraciones y Títulos Honoríficos, de 27 de diciembre de 1978
-       Decreto-Ley número 30, de 10 de diciembre de 1979, tal y como se encuentra vigente con las modificaciones y enmiendas publicadas hasta el momento
-       Acuerdo del Comité Ejecutivo del Consejo de Ministros de 10 de junio de 2003, por el que se definen y regulan los premios reconocidos por el gobierno de la república (n.º 4818 para control administrativo)
-       Acuerdo del Comité Ejecutivo del Consejo de Ministros de 30 de marzo del 2004, por el que se aprueban distintos premios (Gaceta Oficial Ordinaria No. 33, de 18 de mayo del 2004, página 518)
-       Acuerdo del Comité Ejecutivo del Consejo de Ministros de 30 de marzo del 2004, por el que se aprueban distintos premios del Ministerio de Ciencia, Tecnología y Medio Ambiente (Gaceta Oficial Ordinaria No. 33, de 18 de mayo del 2004, página 519)
-       Acuerdo del Comité Ejecutivo del Consejo de Ministros de 2 de abril de 2004, por el que se aprueban distintos premios del Ministerio de Trabajo y Seguridad Social (Gaceta Oficial Ordinaria No. 33, de 18 de mayo del 2004, página 521)
-       Acuerdo del Comité Ejecutivo del Consejo de Ministros de 9 de junio de 2004, por el que se aprueban distintos premios (n.º 5170 para control administrativo)

-       Resolución número 73 del Ministro de Cultura, de 20 de julio de 2006, por que se aprueban los reglamentos de los Premios “Alejo Carpentier” de Narrativa y Ensayo, “Nicolás Guillén” de Poesía, “Julio Cortázar” de Cuento, Concurso Internacional de Ensayo “Pensar a Contracorriente”, Nacional de Literatura, Nacional de Ciencias Sociales, Nacional de Edición, de Crítica Literaria, de Crítica Científico-Técnica y Nacional de Diseño otorgados por el Ministerio de Cultura a través del Instituto Cubano del Libro.
- Datos: Q6085092